# Charlotta z Albretu

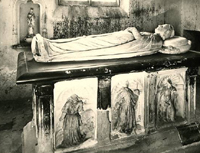
Socha na náhrobku zobrazující Charlottu

Charlotta z Albretu (1480 – 11. března 1514), známá i jako paní de Châlus, byla velice bohatá francouzská šlechtična, sestra krále Jana III. Navarrského a žena papežova syna Cesara Borgii.

## Rodina
Charlotta z Albretu se narodila v roce 1480 jako dcera krále Alana I. z Albretu a Frances hraběnky z Périgold. Jejími prarodiči z otcovy strany byli Jean z Albretu, syn Charlese z Albretu, který byl zabit během velení francouzským oddílům v bitvě u Azincourtu roku 1415, a Charlotte de Rohan, z matčiny vikomt William z Limoges a Isabella de la Tour d'Auvergne, dcera Bertranda V. de la Tour a Jacquette du Peschin. Sama měla šest sourozenců, jejím nejznámějším bratrem byl Jan z Albretu, který se stal navarrským králem díky sňatku s Kateřinou Navarrskou.

## Sňatek
Po nástupu na francouzský trůn měl Ludvík XII. v úmyslu navazat silné vztahy s Bretaní. Chtěl ji zařadit do Francouzského království, a proto usiloval o sňatek s Annou Bretaňskou. Ta se nakonec stala manželkou krále Ludvíka, ale až druhou; král se napoprvé oženil s Johannou Francouzskou. Nicméně ještě dlouho před tím, než došlo ke svatebním plánům, se územní choutky Ludvíka XII. roznesly a pán bearnského území, Alan I. z Albretu, Charlottin otec, se obával, že se jeho panství dostane do vlastnictví Francie spolu s celou Bretaní a začal klást králi odpor, čímž si vysloužil titul státního nepřítele. Když se pak Ludvík XII. rozhodl oženit se s bretaňskou princeznou Annou, musel nejprve odstranit jejího manžela. Vyslal posly do Vatikánu a žádal papeže o Annin rozvod. Papež Alexandr VI. souhlasil, že manželství rozvede a svolí se sňatkem Ludvíka XII. s Annou, ale chtěl za to pro svého syna Cesara za manželku urozenou princeznu. Ludvík XII. se rozhodl pro Charlottu z Albretu s tím, že pokud ona svolí, odpustí jejímu otci. Věci se poněkud zkomplikovaly, protože Alan I. z Albretu, který musel dceřin sňatek odsouhlasit, to nechtěl udělat, pokud nezíská vysoce postavenou ženu pro svého syna Jana. Nakonec pro něj byla vybrána Kateřina Navarrská. Pak už svatbě Charlotty a Cesara nic nebránilo a svatební smlouva byla podepsána na jaře roku 1499.
Svatba proběhla 10. května 1499 v Blois. Devatenáctiletá Charlotta si s manželem nerozuměla, manželství z politických důvodů nebylo šťastné a Cesare odjel do Itálie krátce po svatbě. Nevrátil se do Francie, ani když přišla na svět jeho dcera Louise (17. května 1500-1553); Charlotta během krátké doby strávené s manželem totiž stihla otěhotnět.
Cesare měl přinejmenším jedenáct nelegitimních dětí s různými milenkami a manželku nevídal. Nakonec zemřel ve službách svého švagra Jana III. Navarrského při obléhání Viany 12. března 1507. Charlotta se stala vdovou a spravovala Cesarova panství jako regentka za jejich malou dceru.
Znovu se nevdala a zemřela 11. března 1514 na zámku v La Motte-Feuilly.

## Potomci
Charlotta měla jediné dítě, dceru Louisu. O té však není mnoho záznamů.
Výzkum provedený počátkem 21. století nicméně ukázal, že existuje spousta žijících potomků Charlotty z Albretu a Cesara Borgii, například princ Sixtus Jindřich Bourbonsko-Parmský (22. července 1940).